# استاندارد بین‌المللی
استانداردهای بین‌المللی استانداردهایی هستند که توسط سازمان‌های بین‌المللی توسعه داده می‌شوند. استانداردهای بین‌المللی برای ملزم کردن به رعایت قوانین و کاربرد این استانداردها فراهم شده‌اند. مثلاً:
گواهینامه ایزو۹۰۰۰ یک گواهینامه بین‌المللی است که نشان می‌دهد که دارنده آن تلاش می‌کند تا کیفیت کالا یا خدمات خود را بهتر کند؛ و اگر شرکتی جهت بهتر کردن کیفیت محصولاتش قدمی برندارد، گواهینامه ایزو ۹۰۰۰ را از آن شرکت پس می‌گیرند.